# Nový Kolowratský palác
Nový Kolowratský palác, je novorenesanční budova v ulici Na příkopě 1047/17, na Starém Městě, Praha 1.

## Dějiny paláce

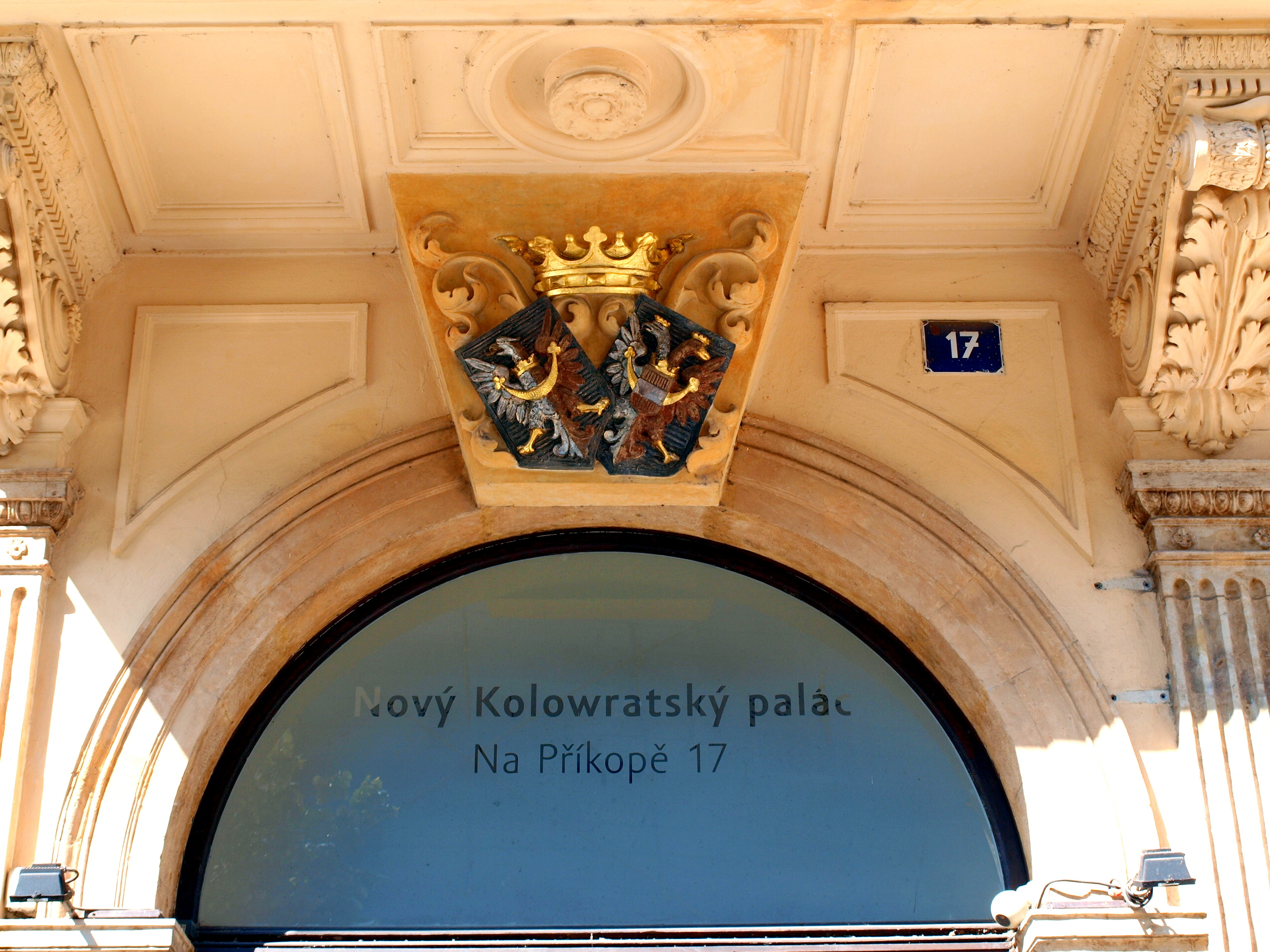
Detail portálu paláce s erbem Kolovratů

Novorenesanční palác s monumentálním průčelím byl postaven v letech 1881–1884 jako nájemní a kancelářská budova v ulici, jež v letech 1839–1870 nesla název Kolowratova podle státního a konferenčního ministra Františka Antonína II. hraběte Kolowrat-Liebsteinského.
Nad portálem se nachází erby Kolowrat-Krakowských a Kolowrat-Nowohradských. Ve sklepeních prostorech se nacházel sklad paliva a pivní sklep hostince U Piskáčků. Sklepy byly obnoveny a vytvořeno pět vzájemně propojených sálů, určené pro účely výstav, či konferencí s kapacitou až 250 osob. Je ve vlastnictví Kolowratů.

## Okolní budovy
K paláci přiléhá budova zvaná domeček, v níž sídlí lékařská Klinika Esthé (plastická chirurgie, dermatologie, stomatologie). Ta dříve sloužila několik desítek let jako sklad a administrativa Dětského domu. Původně pětipodlažní dům se nacházel ve špatném technickém stavu, a proto v letech 1996 až 1997 prošel celkovou přestavbou. Současný vzhled je kompatibilní se přilehlým domem. Nově vznikla třípodlažní nástavba, s vestavbou v mansardě.
Naproti Novému Kolowratskému paláci, v ulici Na příkopě č. 852/10, se nachází barokní palác Sylva-Taroucca.

## Galerie

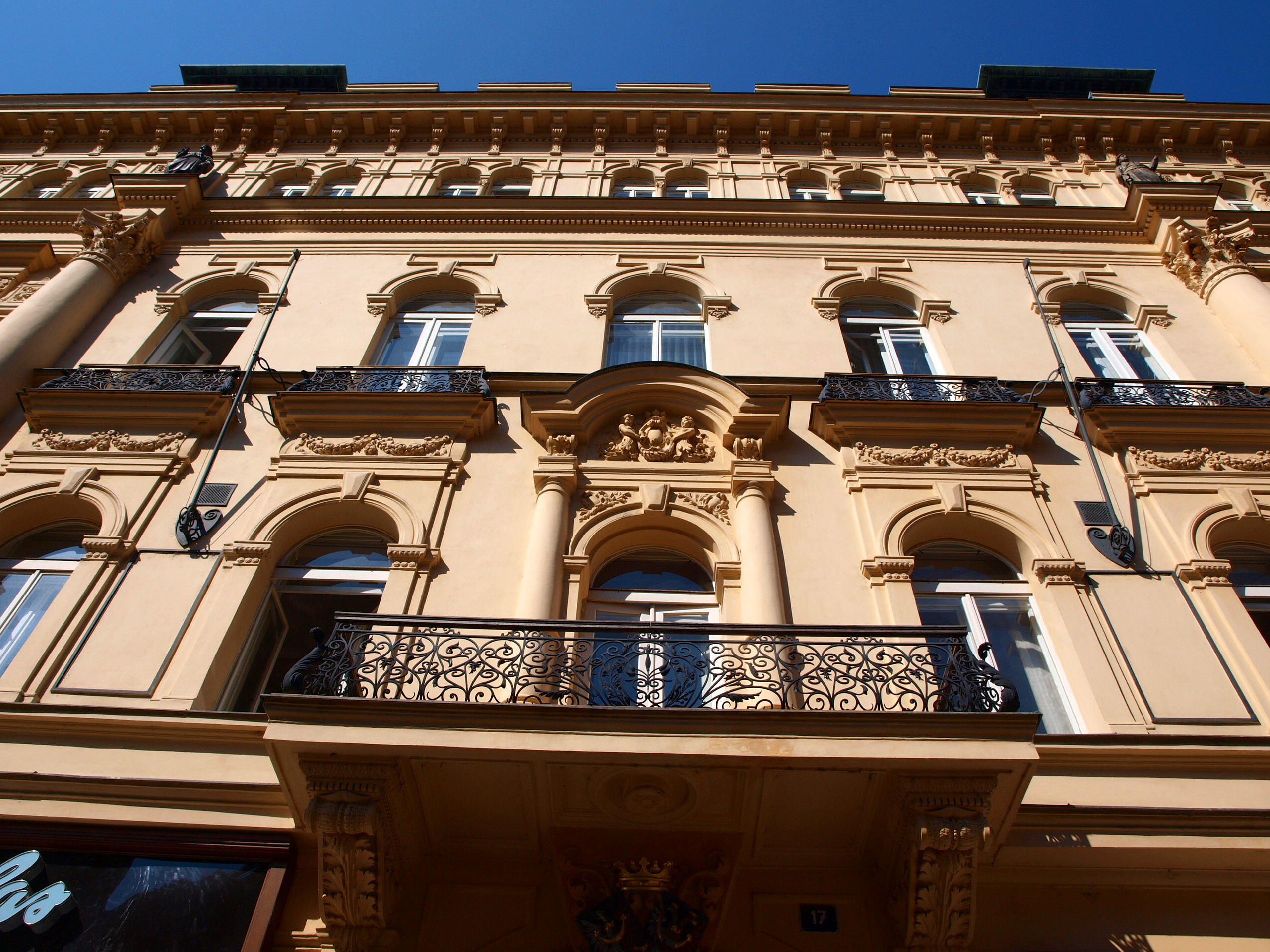
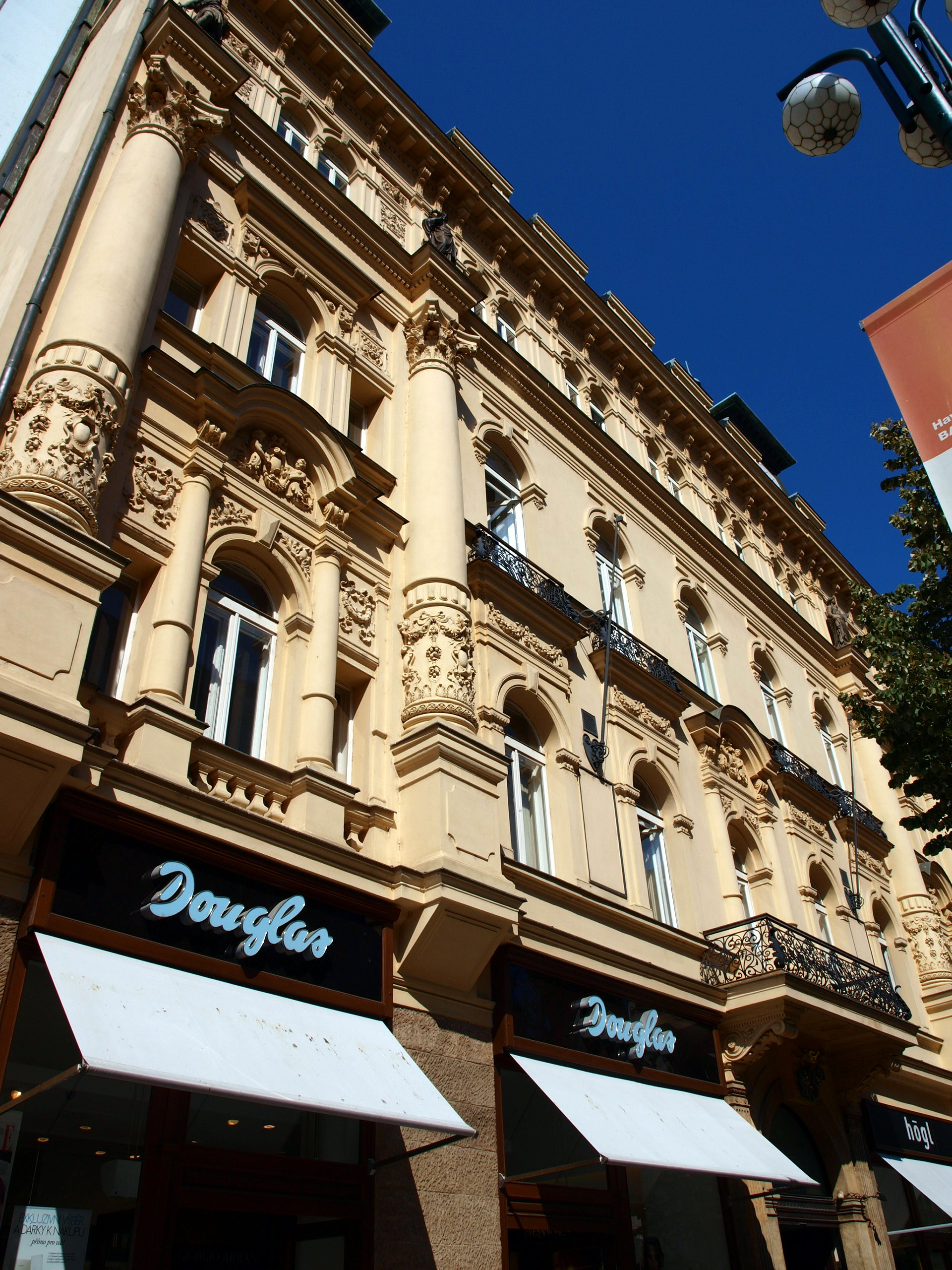
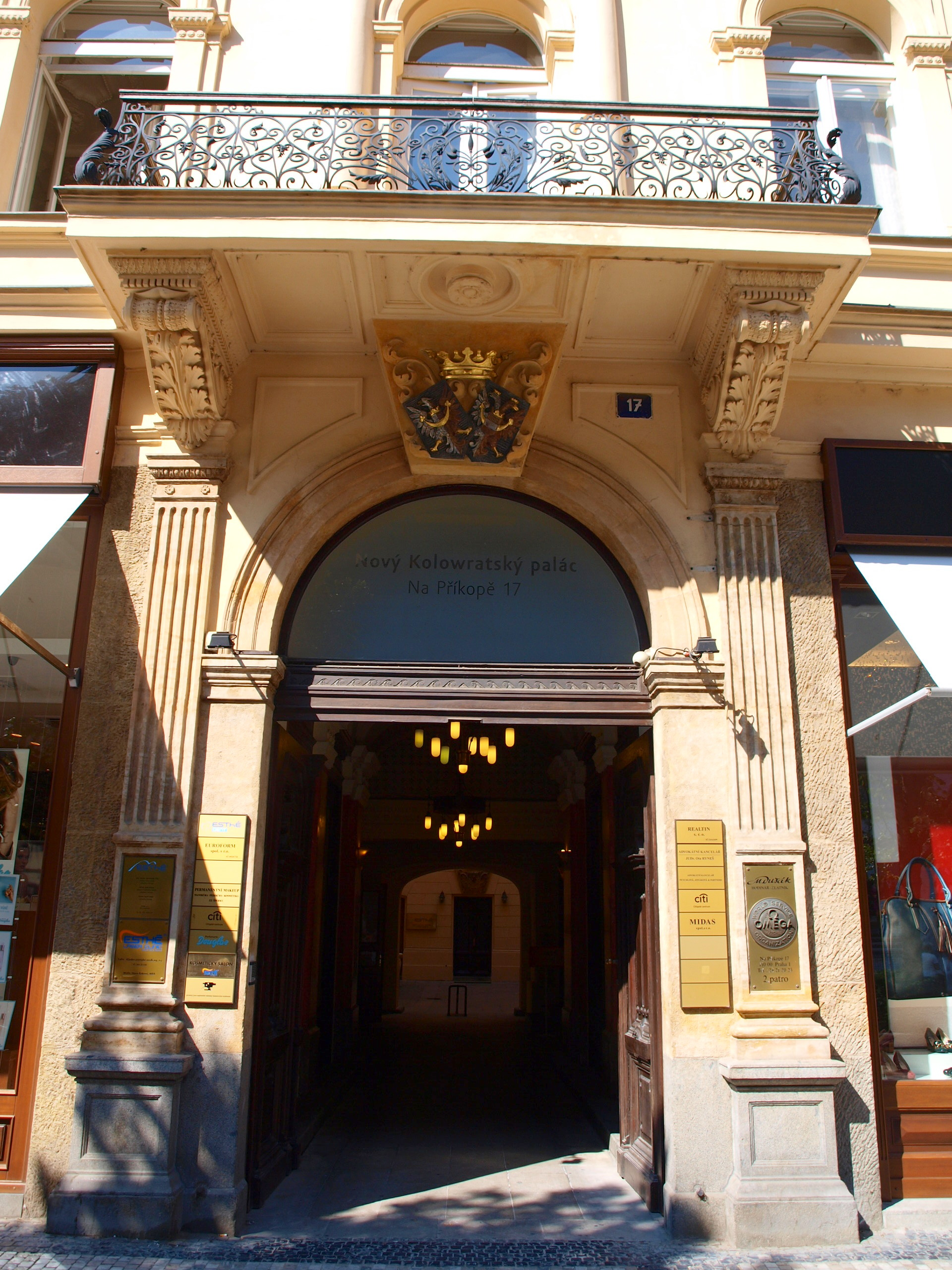
Portál paláce
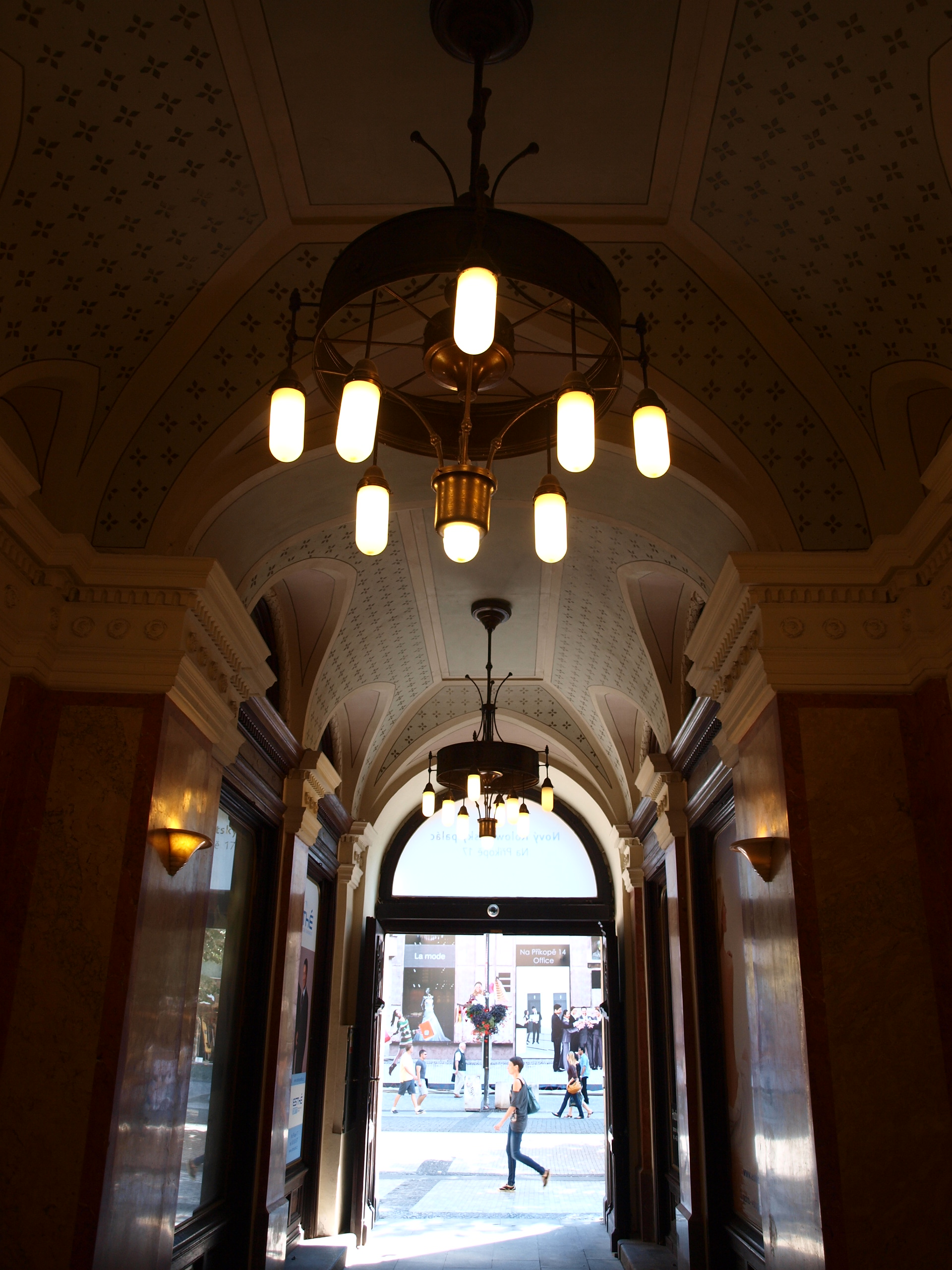
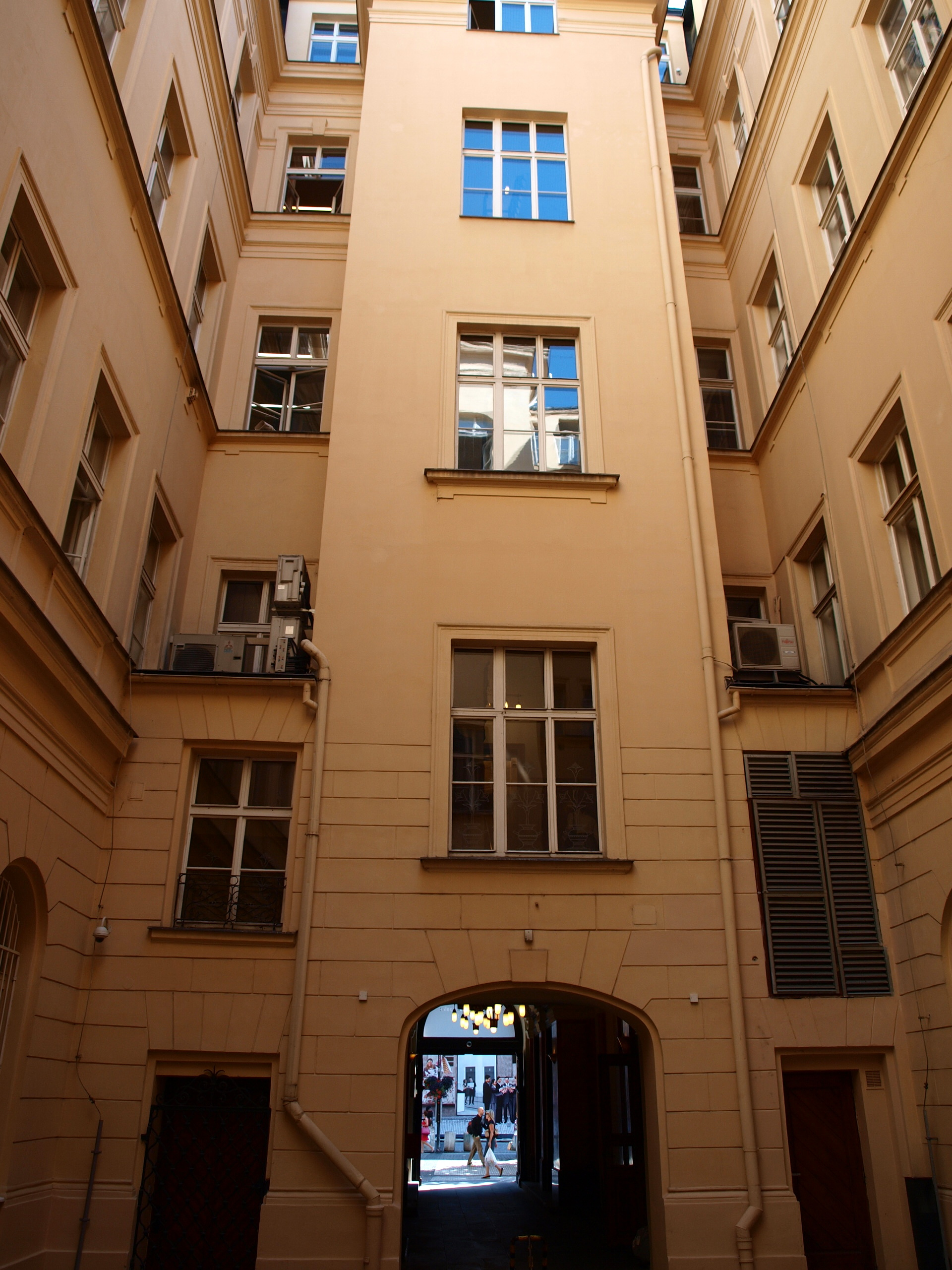
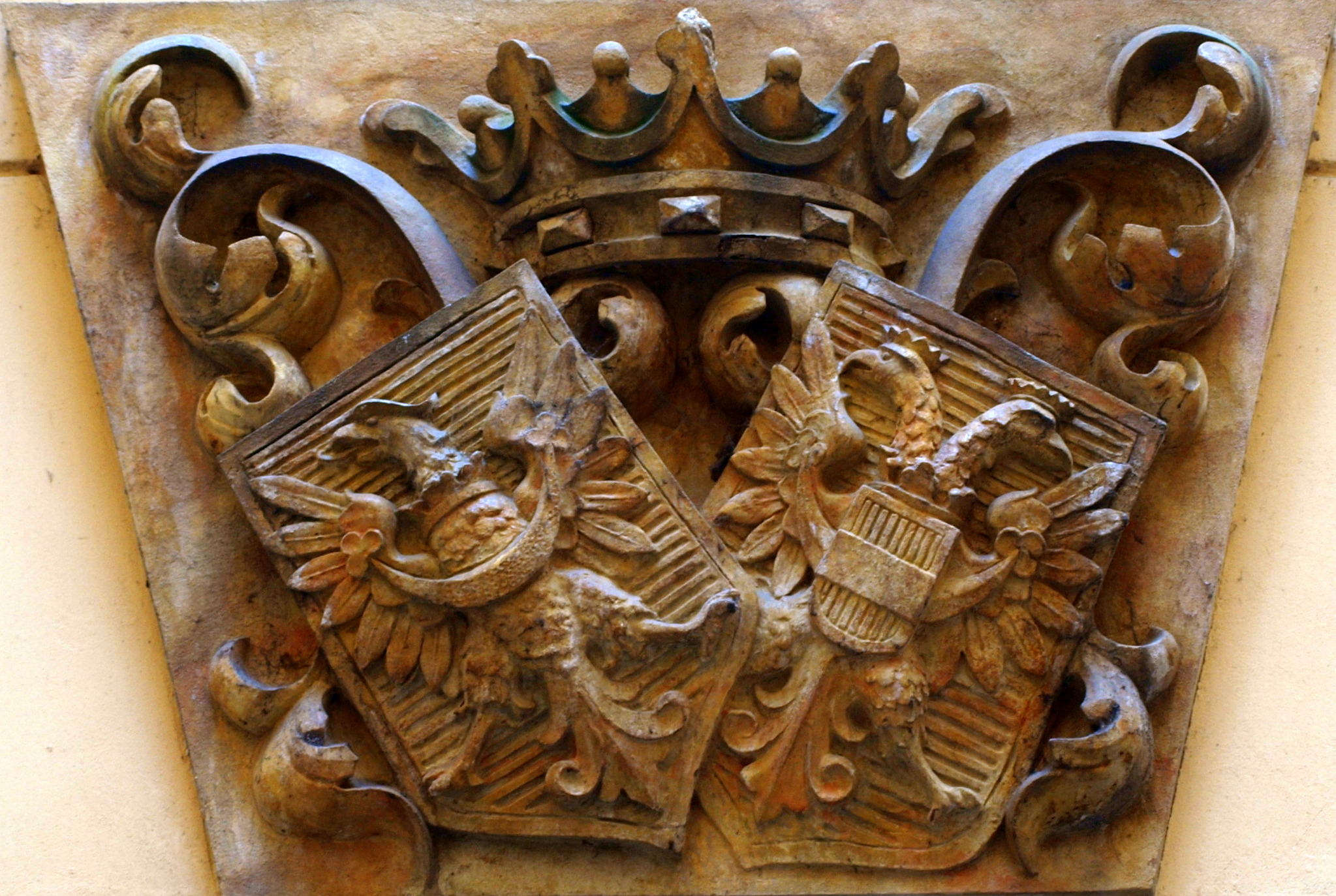
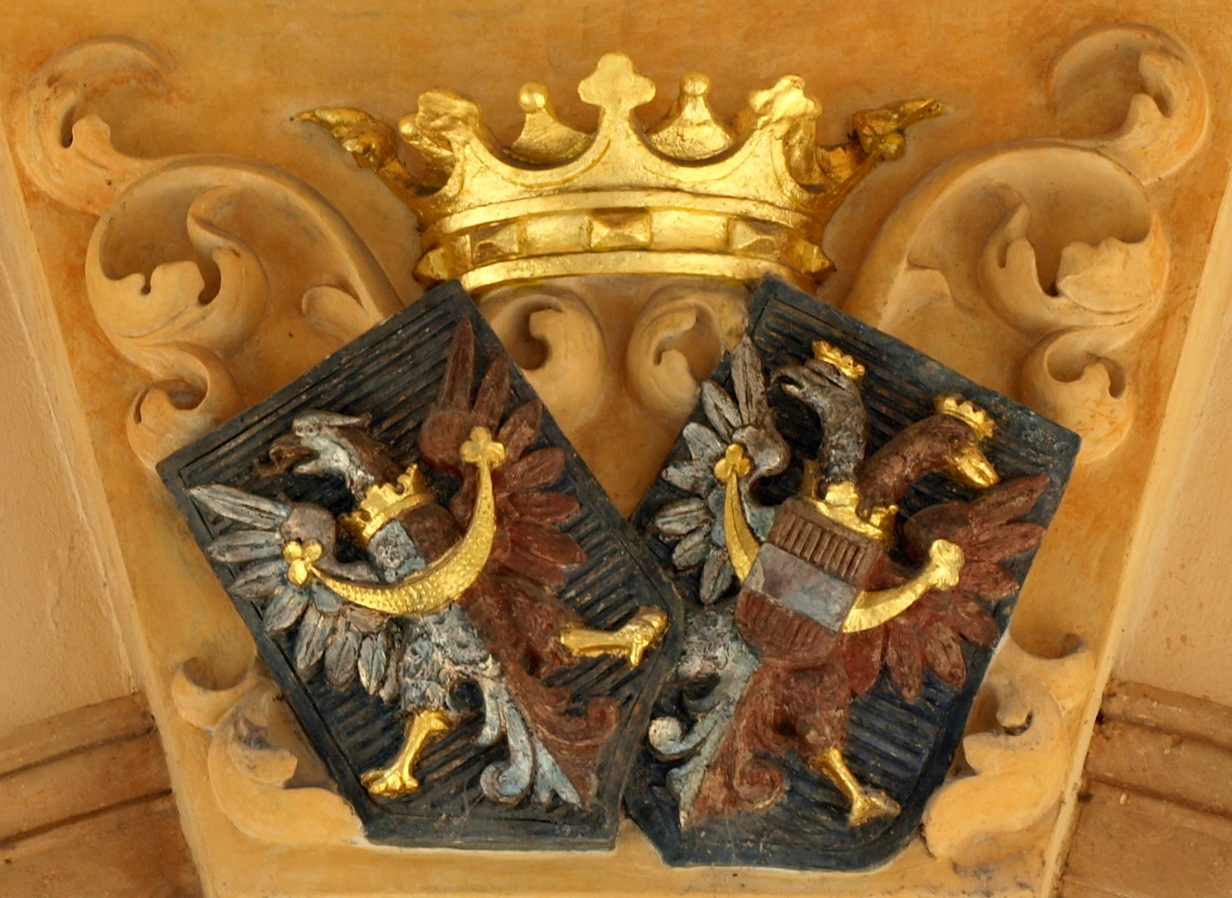
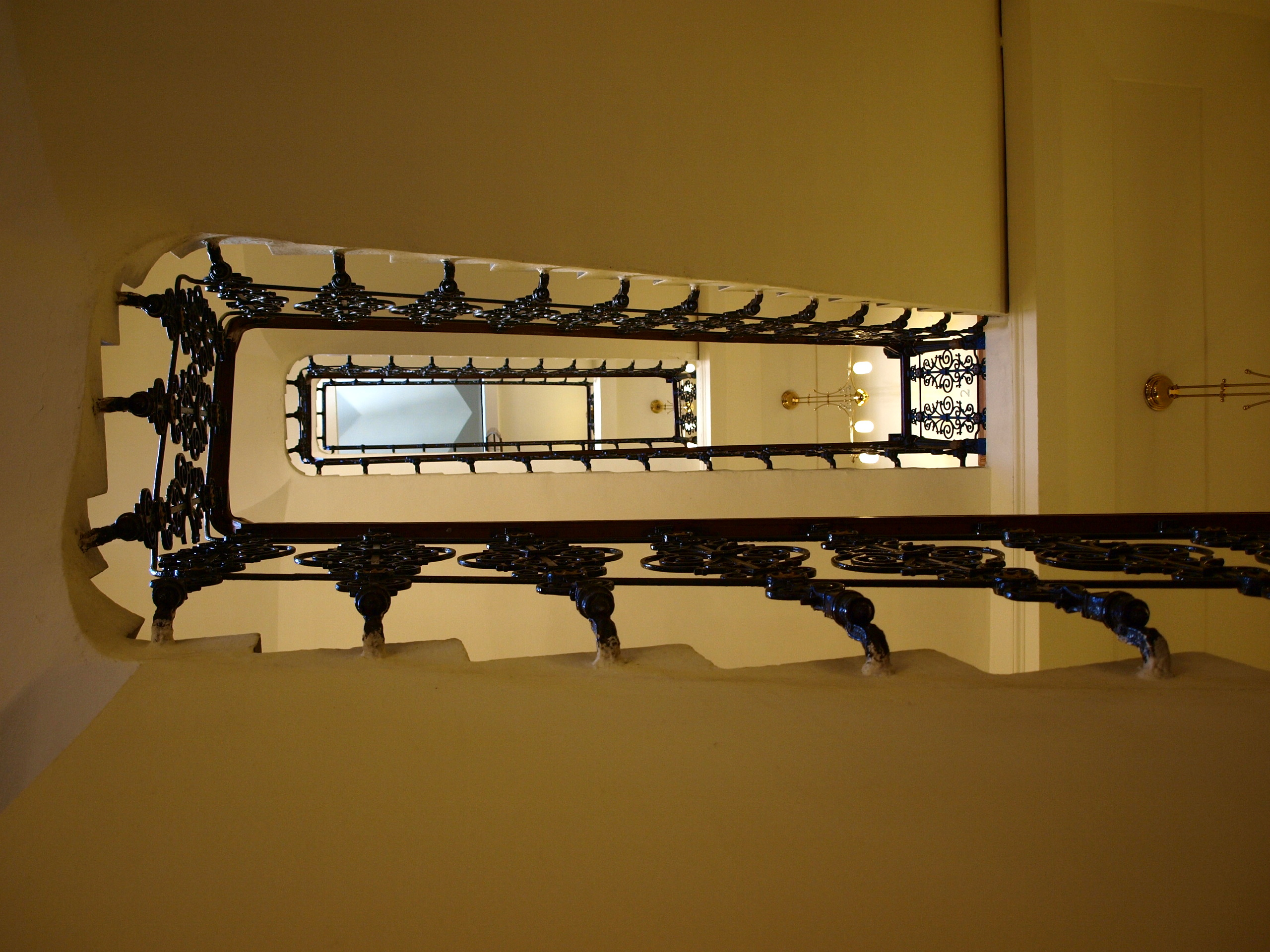
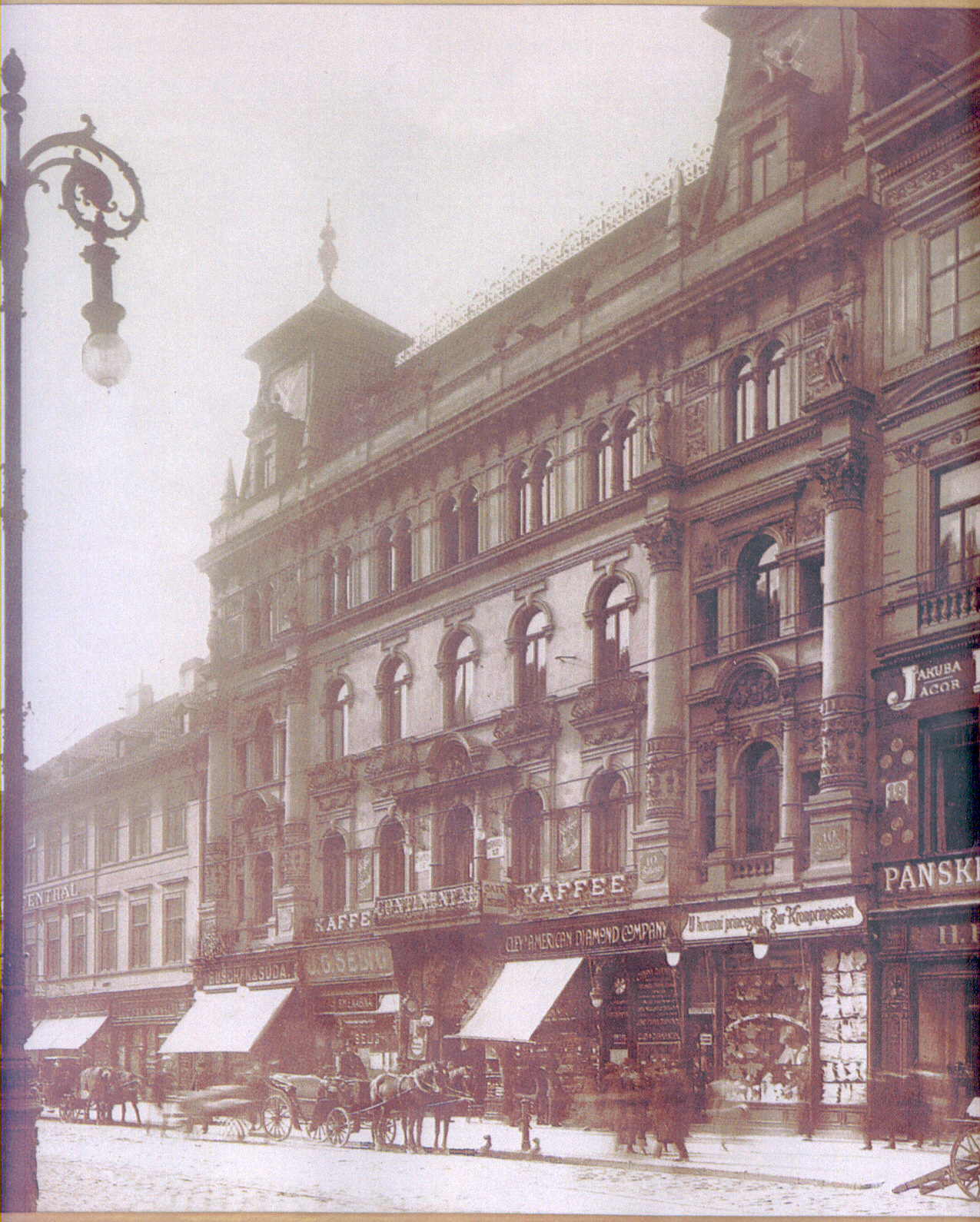